# Gifford (Écosse)
Pour les articles homonymes, voir Gifford.
Gifford est un village situé dans l’East Lothian, en Écosse.

## Personnalité
- Archibald Edward Butter (1874-1928), militaire et explorateur, y est mort.